# Dungqag Co
Dungqag Co (kinesiska: 东卡错) är en sjö i Kina. Den ligger i den autonoma regionen Tibet, i den sydvästra delen av landet, omkring 250 kilometer norr om regionhuvudstaden Lhasa. Dungqag Co ligger 4 620 meter över havet. Arean är 55 kvadratkilometer. Den sträcker sig 9,2 kilometer i nord-sydlig riktning, och 10,1 kilometer i öst-västlig riktning.